# The Henry Ford
O Museu Henry Ford faz parte do Instituto Edison, onde também se encontra o Greenfield  Village. Na parte do museu desse complexo de 91 hectares existe uma seção de Belas Artes, uma rua com antigas lojas americanas e um Hall de Artes Mecânicas, que é subdividido em sete categorias. Toda essa estrutura, considerada um marco histórico nacional, está localizada em Dearborn, no estado de Michigan, nos Estados Unidos. O Museu Henry Ford é considerado o maior museu de história com áreas internas e externas do país e ele recebe 1,6 milhões de visitantes anualmente.O Instituto visa ajudar na compreensão de figura importante na história industrial automotiva norte-americana. O local também contém coleções relevantes sobre a industrialização dos Estados Unidos. O Greenfield Village tem o intuito de influenciar o movimento de preservação histórica, centrada na preservação e interpretação de edifícios históricos.  A coleção do museu contém a limusine do ex-presidente norte-americano John F. Kennedy, a cadeira de Abraham Lincoln do Teatro Ford, o laboratório de Thomas Edison, itens da loja de bicicletas dos Irmãos Wright entre tantos outros objetos históricos.

## O início
Com o nome de seu fundador, o engenheiro automotivo Henry Ford, o museu foi baseado nos seus esforços em preservar itens de importância histórica e retratar a Revolução Industrial. A propriedade abriga casas, máquinas, exposições e itens historicamente significativos. O local também visa mostrar o início da vida nos Estados Unidos.  Como destacou Ford:
"Estou recolhendo a história do nosso povo como escrito nas coisas que suas mãos fizeram e usaram .... Quando terminarmos, teremos reproduzido a vida americana como vivida, e isso, penso eu, é a melhor forma de preservar pelo menos uma parte da nossa história e tradição."
Desde a década de 20, Ford já demonstrava seu desejo de construir um museu que retratasse a história americana. O industrial já colecionava milhares de objetos como pianos, rifles, tinteiros, entre outro, por pelos menos 13 anos naquela época. Ainda em 1923, essas coisas ficavam em um grande prédio industrial, onde a Ford Motor costumava produzir caminhões. Por conta dessa extensa coleção, Henry Ford se tornou o maior detentor de peças conhecidas como Americana, que são artefatos relacionados à história, cultura, folclore e a geografia dos Estados Unidos. Já em 1927, ele idealizou como queria que o seu museu fosse. Uma das partes iria ser um museu mais "formal", onde o progresso cultural e tecnológico dos homens ficaria exposto, e a outra seria um réplica de uma vila do começo da história dos EUA. A construção desse complexo aconteceu entre os anos de 1928 e 1929

## História
O Instituto Edison foi dedicado pelo presidente Herbert Hoover ao amigo de longa data de Henry Ford, Thomas Edison, em 21 de outubro de 1929. Naquele dia, celebrava-se o 50º aniversário da primeira lâmpada incandescente bem-sucedida. Os participantes do evento incluíram Marie Curie, George Eastman, John D. Rockefeller, Will Rogers, Orville Wright e cerca de 250 outros.  A dedicação foi transmitida por mais de 150 estações de rádio ligadas filiais da NBC, sendo que os ouvintes foram encorajados a desligar as luzes elétricas até que o interruptor fosse lançado no Museu.
O Instituto Edison foi, em primeiro lugar, um local privado apenas para fins educacionais, mas depois de numerosas consultas sobre o complexo, ele foi aberto como museu para o público em geral em 22 de junho de 1933. Entre as décadas de 20 e 30, Ford gastou aproximadamente 30 milhões de dólares para construir o Instituto. Originalmente o local era composto pelo Henry Ford Museum, Greenfield Village e Greenfield Village Schools (uma instalação de aprendizagem experimental). Naquela época o Greenfield Village e o Henry Ford Museum eram propriedade da Ford Motor Company. 
O Instituto está localizado entre o Ford Dearborn Development Center e vários edifícios de engenharia da Ford com os quais compartilha os mesmos portões de estilo e cercas de tijolos. 
Em 1970, o museu comprou o que acreditava ser uma cadeira Brewster do século XVII, criada para um dos colonizadores de peregrinos na Colônia de Plymouth, por US $ 9.000. Em setembro de 1977, a cadeira estava determinada a ser uma falsificação moderna criada em 1969 pelo escultor Rhode Island Armand LaMontagne.  O museu mantém a peça como uma ferramenta educativa sobre falsificações. 

## O Museu
O Museu de Inovação Americana Henry Ford começou como a coleção pessoal de objetos históricos de Henry Ford, que ele começou a colecionar por volta de 1906. A faixada na parte da frente do prédio são réplicas do Hall da Independência, o Hall do Congresso e o Antigo Hall da Cidade de Filadélfia. Hoje, a área de de 12 acres (49.000 m²) tem uma coleção de maquinaria antiga, itens de cultura pop, automóveis, locomotivas, aeronaves e outros itens. O museu também conta com um teatro de projeção digital de 4K,  que mostra documentários científicos, naturais ou históricos, bem como os principais filmes. Entre os destaques do Henry Ford Museum estão:
- O Lincoln Continental de 1961, SS-100-X, que o presidente John F. Kennedy estava viajando quando foi assassinado. [11]
- A cadeira de balanço do Teatro Ford em que o presidente Abraham Lincoln estava sentado quando foi baleado.[12]
- Cama da casa de campo de George Washington. [12]
- Uma coleção de vários belos violões dos séculos XVII e XVIII, incluindo um Stradivarius.
- O último suspiro de Thomas Edison em um tubo selado. [13]
- O ônibus em que Rosa Parks foi presa por se recusar a desistir de seu assento, levando ao boicote de ônibus de Montgomery. [14]
- Helicóptero protótipo de Igor Sikorsky. [15]
- Fokker Trimotor avião que voou o primeiro vôo sobre o Pólo Norte. [16]
- O carro de corrida recorde de Bill Elliott registrou mais de 212 MPH em Talladega em 1987 [16]
- Uma máquina a vapor da Cobb's Engine House, na Inglaterra. [17]
- Um fragmento de trabalho do original Holiday Inn "Great Sign"
- A Chesapeake & Ohio Railway 2-6-6-6 locadora de vapor "Allegheny" construída por Lima Locomotive Works em Lima, Ohio. O Allegheny foi a locomotiva a vapor mais poderosa já construída.
- Nos bastidores, o Benson Ford Research Center usa os recursos do Henry Ford, especialmente o material fotográfico, manuscrito e de arquivo que raramente é exibido, para permitir que os visitantes obtenham uma compreensão mais profunda do povo, lugares, eventos e coisas americanos. O Centro de Pesquisa também contém o Ford Motor Archives. [18]
- Para comemorar o 100º aniversário do naufrágio do RMS Titanic, o Museu Henry Ford exibiu uma vasta gama de artefatos e mídia documentando a viagem e a morte do Titanic. A exposição foi realizada de 31 de março a 30 de setembro de 2012. [19]

### Apple-1
Em outubro de 2014 o museu comprou, num leilão e por US$905.000, uma unidade do Apple-1, um dos primeiros 50 computadores originalmente produzidos manualmente pela Apple em 1976.